# 西野桂
西野 桂（にしの かつら、1946年4月8日 - ）は、千葉県出身の元騎手。

## 経歴

### 1970年代
1970年3月に中山・野平省三厩舎からデビューし、同1日の東京第3競走4歳新馬・スイートゴールド（16頭中6着）で初騎乗を果たす。同日の第8競走5歳以上250万下ではタキリュウで3着に入ったが、勝利騎手の鎌田祐一は同日デビューで初騎乗初勝利 であった。
21日の中山第12競走5歳以上200万下・タキリュウで初勝利を挙げ、7月11日の札幌第6競走4歳以上100万下では8頭中7番人気のユウゾラで2着に入って枠連万馬券を演出し、1年目の1970年は4勝をマーク。
2年目の1971年には7月24日の函館第7競走5歳以上オープンではシネマゴーストでアカネテンリュウを抑えて勝利し、初の2桁勝利となる15勝をマーク。
3年目の1972年には3月12日の中山では自身初の1日2勝、10月14日・15日の新潟で初の2日連続勝利を記録したほか、7月15日の札幌第7競走4歳以上オープンでは5頭中4番人気のパールフォンテンでパッシングゴールを抑えて勝利。同年は馬インフルエンザ流行の影響で4月に福島芝2000mと変更され、厩務員ストライキでさらに2週延期された金杯（東）でゴールデンシンボリを2着に導き、2年連続15勝をマーク。
1973年にはカーネルシンボリの主戦騎手を務め、ダート1000mの新馬戦を好位追走から抜け出し、2着馬を9馬身も突き放し、人気に応える。2戦目のオープンでは1200mと距離延長で不良馬場での戦いを先行争いに競り勝って2馬身差快勝、朝から激しい雨が降り続く不良馬場での戦いとなった北海道3歳ステークスでは直線早めに抜け出したバンブトンオールを好位追走からゴール寸前で鼻差捕らえて勝利し、人馬共に重賞初勝利 を飾る。帰厩後はオープン、京成杯3歳ステークスと共に中山芝1200m戦で時計のかかる重馬場での戦いをハナ、アタマ差の辛勝ながら、1番人気に応えて5連勝で2つ目の重賞を手にしている。朝日杯3歳ステークスでは土つかずの6連勝が期待されて1番人気に支持されたが、初経験の良馬場での芝1600m戦で中団追走も速い流れの競馬に一息伸びを欠き、着差は僅か0秒3ながらミホランザンの6着と初めての黒星を喫し、1974年は野平祐二に交代。
トキノオウシンでは10月13日の東京第4競走3歳オープンでサクライワイの2馬身差2着、12月16日の中山第6競走ひいらぎ賞ではニシキエースを抑えてコーネルランサー・スルガスンプジョウに次ぐ3着に入った。
後にホッカイルソーのブルードメアサイアーとなるホッカイダイヤでは10月21日の東京第11競走競馬法50周年記念でツキサムホマレを抑えて勝利し、同年は3年連続2桁勝利で自己最多の18勝をマーク。
1974年には野平富久厩舎に移籍し、トキノオウシンではダービーデーの5月26日には東京第6競走駒草賞でアイフルにハナ差2着に入った。11月3日の東京第1競走3歳未勝利では14頭中13番人気のエリカシンジュを勝利に導いて単勝19380円の波乱となり、同馬では12月1日の中山第7競走すずかけ賞でも14頭中12番人気で2着に入った。
1975年には新規開業の野平祐二厩舎に移籍し、4月13日の中山第5競走アザレア賞では11頭中10番人気のカバリダナーで勝利。4歳牝馬特別（東）では桜花賞馬テスコガビーの出走でトライアルレースながら11万人もの入場者があった中、直線で体調不十分のテスコガビーを交わして突き離すが、ゴール前でテスコガビーと同厩のトウホーパールにクビ差競り負かされて2着に終わる。優駿牝馬では前3連覇で同年は落馬で騎乗できなかった嶋田功が日刊競馬のインタビューで「自分なら一番乗りやすそうなカバリダナーに乗りたい」と語り、同紙の予想者は全員◎を付けたが、テスコガビーになすすべなく14着 に終わった。
ホッカイダイヤでは同26日の東京第10競走晩春特別でアイフルに勝利し、カーネルシンボリではダービー卿チャレンジトロフィーで60kgながらヤマブキオーの3着に持ってきた。
後にホッカイセレスの伯父となるホッカイノーブルの主戦騎手にもなり、同年は中山芝1600mの未勝利戦、明けて1976年はダートの条件戦を連勝。
1978年と1979年には後にダイナアクトレスの母となるモデルスポートの主戦騎手として活躍し、牝馬東京タイムズ杯では同馬と同じく前走スプリンターズステークス組のメイワキミコ・マイエルフを抑えて重賞初勝利に導き、自身は5年ぶりの重賞勝利を飾る。続くダービー卿チャレンジトロフィーではシービークロスをアタマ差抑えて重賞を連勝し、同馬は一線級の牡馬と互角に渡り合った活躍が評価されて優駿賞最優秀4歳牝馬に選出された。
1979年にはモデルスポートを管理する矢野進厩舎に移籍し、2月25日の中山第12競走5歳以上オープンではテスコガビーの半弟で東京大賞典を勝って中央入り初戦のトドロキヒリュウ 、グレートセイカンを抑えて勝利。

### 1980年代
1980年には7年ぶりで自身最後の2桁勝利となる10勝をマークし、1982年7月24日の新潟第3競走3歳新馬ではギャロップダイナに騎乗。メイワキミコと皐月賞馬ハワイアンイメージの妹プロメイドが断然の人気を集めた新馬戦で、逃げたプロメイドをゴール前であっさりと抜き去ってデビュー勝ちするが、後に天皇賞（秋）でシンボリルドルフを破るギャロップダイナの初勝利を挙げたのが、シンボリルドルフの野平厩舎から矢野厩舎に移籍した西野という形になった。
1982年8月8日の新潟第7競走4歳以上400万下・トロワフルールが最後の勝利となり、1983年3月19日の中山第11競走麗春賞・ダイワヤング（14頭中9着）を最後に現役を引退。

## 騎手成績
| 通算成績 | 1着 | 2着 | 3着 | 4着以下 | 出走回数 | 勝率 | 連対率 |
| -------- | --- | --- | --- | ------- | -------- | ---- | ------ |
| 平地     | 107 | 101 | 110 | 843     | 1161     | .092 | .179   |

主な騎乗馬
- カーネルシンボリ（1973年北海道3歳ステークス・京王杯3歳ステークス）
- モデルスポート（1978年牝馬東京タイムズ杯・ダービー卿チャレンジトロフィー）